# Dékány Sarolta
Dékány Sarolta (Budapest, 1948. december 8. –) magyar énekesnő.

## Pályafutása
1966-ban kezdődött énekesi pályafutása. Számos együttes kísérte, külföldön is fellépett. Nemcsak táncdalokat, hanem sanzonokat és magyar nótákat is előadott. Első férje Máté Péter volt, akivel a Műegyetem Ezres Klubjában lépett többször színpadra. Két év után elváltak. Több kislemeze is megjelent, felvételeit a rádióban is bemutatták.
1971-ben Koós Jánossal kötött házasságot, gyermekeik Réka (1973) és Gergő (1976). Második gyermeke születése után visszavonult. Férjével közös dala a Cherbourgi esernyők című filmből az Ezer évig várok rád című szám.

## Ismertebb dalai
- [2]Nincs olyan szerencsém (Harangozó Terivel)
- Ne nézz így rám (Máté Péterrel)
- Túl vagyok én

## Felvételek
- Körmendi Vilmos–Tardos Péter:  Nincs olyan szerencsém. Harangozó Teri–Dékány Sarolta  YouTube (1968)  (Hozzáférés: 2017. május 13.) (audió)